# Хњиљец (Спишка Нова Вес)
Хњиљец (слч. Hnilec) насељено је мјесто са административним статусом сеоске општине (слч. obec) у округу Спишка Нова Вес, у Кошичком крају, Словачка Република.

## Становништво
| Година:    | 1994. | 2004.    | 2014.    | 2024.   |
| ---------- | ----- | -------- | -------- | ------- |
| Број људи: | 568   | 508      | 438      | 411     |
| Разлика:   |       | -10,56 % | -13,77 % | -6,16 % |

| Година:    | 2023. | 2024.   |
| ---------- | ----- | ------- |
| Број људи: | 407   | 411     |
| Разлика:   |       | +0,98 % |

Према подацима о броју становника из 2011. године насеље је имало 446 становника.